# Brevibacterium linens

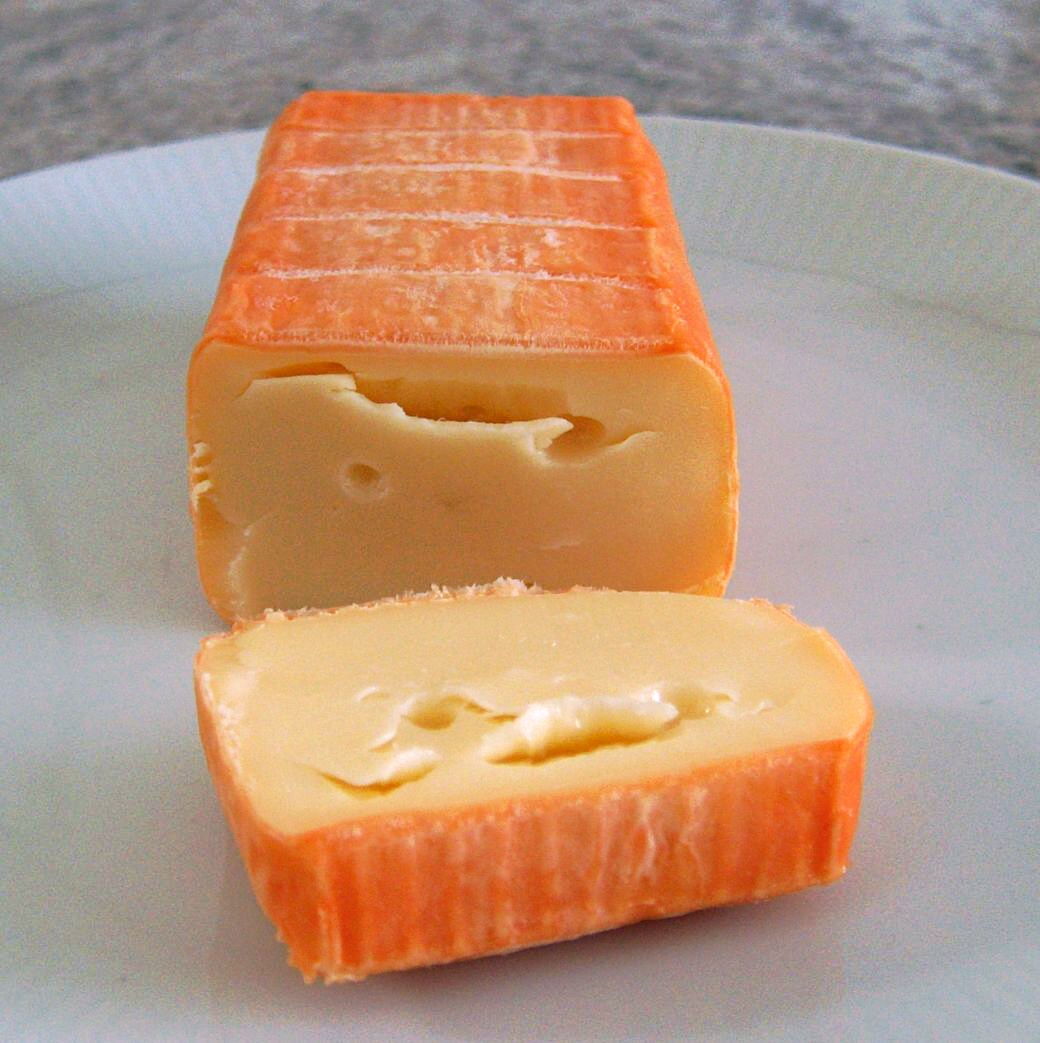
Romadurkäse, auf der Rinde die von Brevibacterium linens gebildete „Rotschmiere“

Brevibacterium linens ist ein grampositives, stäbchenförmiges Bakterium, das bei der Oberflächenreifung von Käse eine wichtige Rolle spielt. Die meisten Stämme sind plasmidarm oder plasmidfrei.

## Lebensbedingungen
Das aerobe Bakterium wächst im Temperaturbereich von 8 bis 37 °C, am besten bei 21 bis 25 °C und bei einem pH-Wert von 6,0 bis 9,8 (Optimum: 6,5–7,0). 
Von den meisten Stämmen wird ein Kochsalzgehalt von 15 % toleriert.

## Stoffwechsel
Brevibacterium linens baut Proteine ab und bildet Methanthiol aus L-Methionin. Für die Bildung der roten Pigmente, der Carotinoide, benötigen viele Stämme Licht. Die Bacteriocine dieser Art werden als Linecine bezeichnet.

## Kommerzielle Nutzung
Einige Käse reifen unter Zuhilfenahme des Bakteriums Brevibacterium linens, das dabei die Oberfläche des Käses bewächst und von dort aus Proteine abbaut. Wegen des orangefarbenen Bakterienbewuchses werden diese Käsesorten als Rotschmiere-Käse und das Bakterium als Rotschmiere-Bakterium bezeichnet. Beispiele sind Limburger Käse, Romadur, einige „Bierkäse“ und Sauermilchkäse (wie etwa Harzer Käse) vom Typ Gelbkäse.